# Charles Ricketts

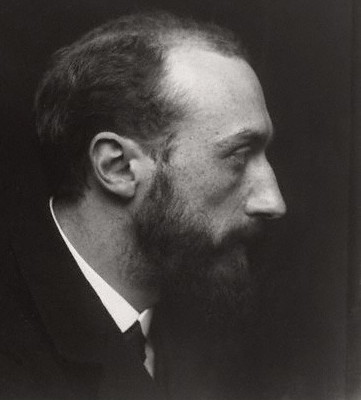
Charles Ricketts, fotografiert am 13. Oktober 1903 von George Charles Beresford

Charles Ricketts (* 2. Oktober 1866 in Genf; † 7. Oktober 1931 in London) war ein britischer Maler, Kunstgewerbler, Bildhauer, Holzschneider, Typograf, Buchgestalter, Bühnenbildner, Kostümbildner, Kunstschriftsteller und Kunstsammler.

## Leben
Ricketts war der einzige Sohn des pensionierten englischen Marineoffiziers Charles Robert Ricketts (1838–1883) und dessen aus Frankreich stammenden Frau Hélène Cornélie (geborene de Soucy, 1833/4–1880). Er wuchs in Frankreich und Italien auf. 1882 bereits Vollwaise, besuchte er die Kunstgewerbeschule City and Guilds of London Art School in Lambeth. William Rothenstein bewunderte den raschen Verstand des sechs Jahre älteren Jungen. Dort in der Schule lernte Charles Ricketts den späteren Maler und Lithografen Charles Haslewood Shannon (1863–1937) kennen. Die Partnerschaft hielt ein Leben lang. Pierre Puvis de Chavannes riet den beiden zu einem Wohnsitz in England.
Zusammen mit Shannon gründete Ricketts 1894 die Privatdruckerei Vale Press. Das Unternehmen bestand bis 1904. Herausgegeben wurde unter anderen die Zeitschrift The Dial. Diese kam bis 1897 auf den Markt.
Neben Aubrey Beardsley war Ricketts einer der Illustratoren der Werke Oscar Wildes.
Zusammen mit T. Sturge Moore und später mit dem Barrister William Llewellyn Hacon (1860–1910) war Ricketts jahrelang äußerst produktiv; er bereitete beispielsweise den Druck von 75 Büchern – darunter 39 Shakespeare-Bänden – für Ballantyne Press (John Ballantyne, 1774–1821) vor. Daneben arbeitete Ricketts 1894–1914 für Eragny Press – eine Druckerei von Lucien Pissarro und seiner Frau.
Ab 1902 wirkte Ricketts häufiger als Maler und Bildhauer. Einige seiner Bilder hängen in London (Der Tod des Don Juan), Paris (Die Pest) und Manchester (Montezuma).
Ricketts war Kunstsammler und Kunstschriftsteller. Er wurde 1922 zum Associate Member  und 1928 zum Vollmitglied der Royal Academy gewählt. 1929 wurde er Mitglied der  Royal Fine Art Commission (1924 gegründet). Ricketts war Mitglied der Künstlervereinigung International Society of Sculptors, Painters and Gravers.
Als Bühnendesigner galt Ricketts seinerzeit mit seinen Kostümideen laut The Times geradezu als Garant für den Erfolg. Zum Beispiel arbeitete er für folgende Aufführungen: Salome (1906), Attila von Laurence Binyon (1907), König Lear (1909), The Dark Lady of the Sonnets von Shaw (1910), Judith von Arnold Bennett (1916), Annajanska, the Bolshevik Empress von Shaw (1918), The Betrothal von Maurice Maeterlinck (1920), Die heilige Johanna von Shaw (1924), Macbeth (1926) und The Coming of Christ von John Masefield (1928). Auf dem Theatersektor wirkte er auch außerhalb Londons. So bereitete er am Abbey Theatre in Dublin Aufführungen von Yeats- und Synge-Stücken vor.
Als Designer fand Ricketts in den 1920er Jahren Anerkennung für die Entwürfe zu den beiden Operettenaufführungen The Gondoliers und Der Mikado. Sein Auftraggeber war Rupert D’Oyly Carte.
Der russische Tenor Wladimir Rosing (1890–1963, russisch Владимир Сергеевич Розинг) machte Ricketts mit dem Kampfflieger Cecil Lewis bekannt. Ricketts förderte den Aufstieg des Piloten aus dem Ersten Weltkrieg zum späteren Oscar-prämierten Drehbuchautor. Nach dem Tode Ricketts’ gab Lewis dessen nachgelassene Briefe heraus.
Ricketts vermachte Lewis zu Lebzeiten eine Villa in Arolo am Lago Maggiore. In deren Park hat Lewis einen Teil der Asche seines Gönners verstreut.

## Nachruhm
Michael MacLennan (* 1968) brachte 2003 das Stück Last Romantics auf die Bühne, das im Premierenjahr für den Governor General’s Awards nominiert wurde. Die Hauptrolle spielt der Freundeskreis Ricketts’ und Shannons mit Oscar Wilde, Aubrey Beardsley und Michael Field im Brennpunkt.

## Schriften (Auswahl)
- Charles S. Ricketts: The Dial. The Vale, Chelsea 1889 (archive.org und als Hörbuchversion, archive.org im Audioarchiv – Internet Archive).
- Titian. Methuen & Co. Ltd., London 1910 (archive.org).
- The Prado: A Survey of the Contents of the Gallery, Together with Detailed Criticisms of its masterpieces and biographical sketches of the famous painters who produced them. St. Botolph society, Boston 1912 (archive.org).
- Pages on Art. Constable and Company, London 1913 (archive.org).
- als Jean Paul Raymond: Beyond the Threshold. 1929 (trove.nla.gov.au).

postum:
- als Jean Paul Raymond: Oscar Wilde: Recollections. 1932, OCLC 3470307.
- Self-Portrait, taken from the letters & journals of Charles Ricketts, R. A. P. Davies, London 1939, OCLC 59567133.